# هوگو سوسا
هوگو سوسا (انگلیسی: Hugo Sousa؛ زادهٔ ۴ ژوئن ۱۹۹۲) بازیکن فوتبال اهل پرتغال است.
از باشگاه‌هایی که در آن بازی کرده‌است می‌توان به باشگاه فوتبال اسپورتینگ سی‌پی بی، باشگاه فوتبال آریس سالونیک، باشگاه فوتبال یونیکوس، باشگاه ورزشی بووران، باشگاه ورزشی لیماسول، و باشگاه فوتبال آسترا جورجو اشاره کرد.
وی همچنین در تیم‌های ملی فوتبال زیر ۱۶ سال پرتغال، زیر ۱۹ سال پرتغال، و زیر ۲۰ سال پرتغال بازی کرده‌است.